# Nadir
Nadir (arapski nazir koji leži nasuprot) je točka na nebeskoj sferi točno ispod promatrača. Nasuprot nadiru je zenit. Okomica koja prolazi kroz zenit siječe nebesku sferu ispod horizonta u nadiru. 

## Vanjske poveznice
- e-skola astronomije: Nebeski koordinatni sustavi  Arhivirana inačica izvorne stranice od 2. rujna 2006. (Wayback Machine)
- astro.fdst.hr :: Prividno gibanje neba  Arhivirana inačica izvorne stranice od 2. lipnja 2006. (Wayback Machine)